# Phragmatobia serratica
Phragmatobia serratica là một loài bướm đêm thuộc phân họ Arctiinae, họ Erebidae.